# Bona Drag
Bona Drag är ett samlingsalbum av Morrissey, som han gav ut efter splittringen av The Smiths. "Bona Drag" är slang som användes av homosexuella i London på 60-talet, och betyder ungefär; "bra kläder", eller på engelska; "good clothes". Den första låtens namn, Piccadilly Palare, är också namnet på denna form av slang, och texten ger flera exempel på uttryck därur. Exempelvis vada (se, titta på), eek (ansikte) och riah (hår).

## Låtlista
1. Piccadilly Palare
2. Interesting Drug
3. November Spawned A Monster
4. Will Never Marry
5. Such A Little Thing Makes Such A Big Difference
6. The Last Of The Famous International Playboys
7. Ouija Board, Ouija Board
8. Hairdresser On Fire
9. Everyday Is Like Sunday
10. He Knows I'd Love To See Him
11. Yes, I Am Blind
12. Lucky Lisp
13. Suedehead
14. Disappointed

## Medverkande
- Morrissey - sångare
- Graham "Suggs" McPherson - backup-sångare ("Piccadilly Palare")
- Kirsty MacColl - backup-sångare ("Interesting Drug")
- Mary Margaret O'Hara - backup-sångare ("November Spawned a Monster")
- Vini Reilly - gitarr, keyboard
- Craig Gannon - gitarr
- Kevin Armstrong - gitarr
- Stephen Street - keyboard, gitarr, basgitarr
- Andy Rourke - basgitarr
- Andrew Paresi - trummor
- Mike Joyce - trummor